# فورستر كلارك
فورستر كلارك (بالإنجليزية: Forrester Clark)‏ هو سياسي أمريكي، ولد في 30 نوفمبر 1934. حزبياً، نشط في الحزب الجمهوري. وقد انتخب عضو مجلس نواب ماساتشوستس.